# إدو فقير (تمجاض)
إدو فقير هو دُوَّار يقع بجماعة سيدي بو عبد اللي، إقليم تيزنيت، جهة سوس ماسة في المملكة المغربية. ينتمي الدوّار لمشيخة تمجاض التي تضم 33 دوار. يقدر عدد سكانه بـ 104 نسمة حسب الإحصاء الرسمي للسكان والسكنى لسنة 2004.

## روابط خارجية
- البوابة الوطنية للجماعات الترابية
- المندوبية السامية للتخطيط